# 수운의상대

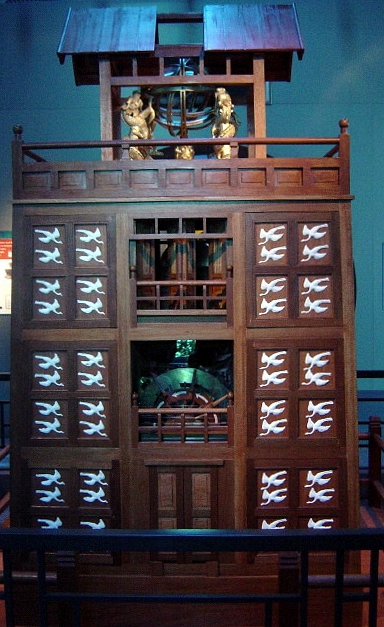
소송이 제작한 수운의상대 모형

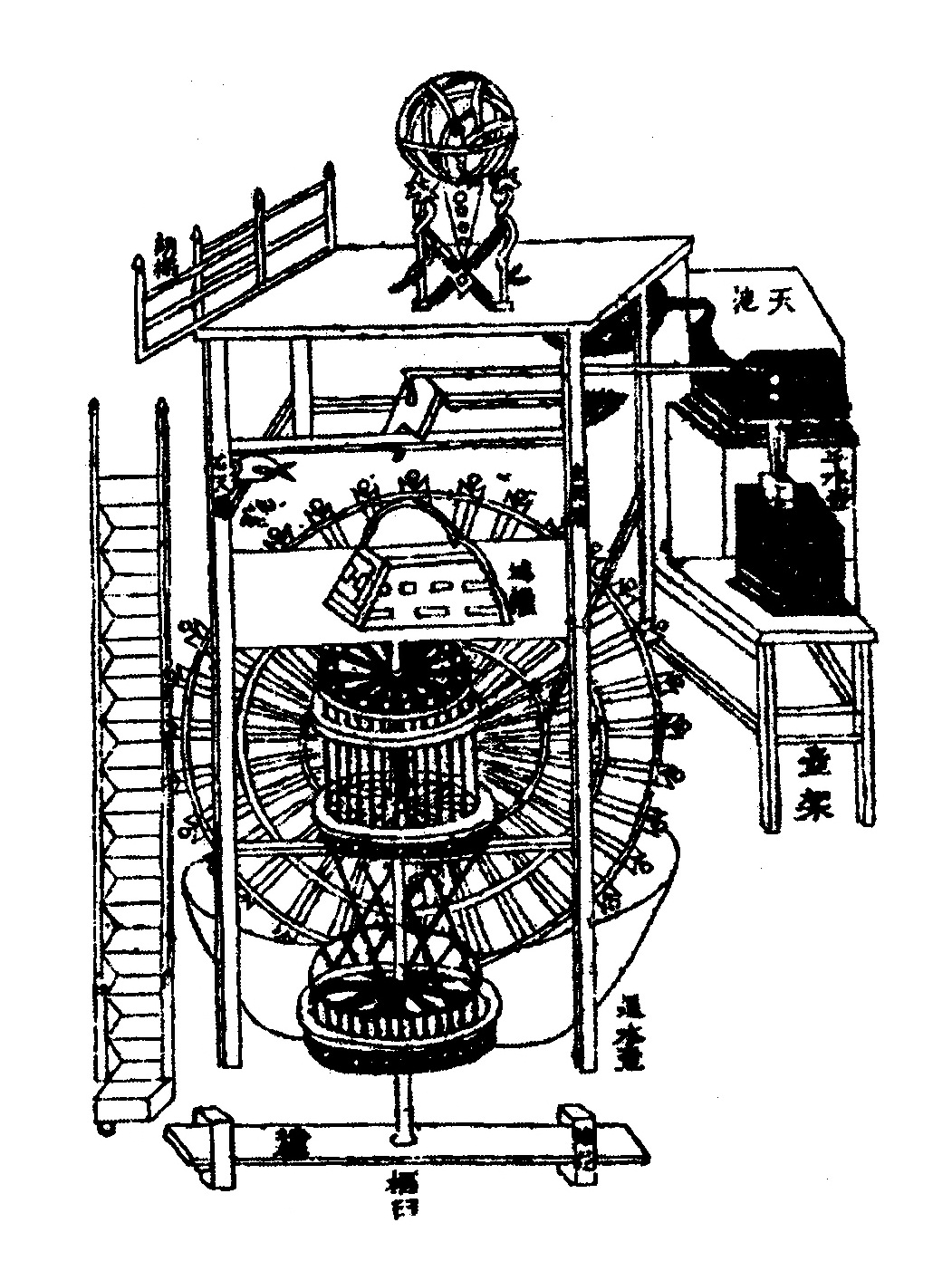
소송의 저서에 등장하는 수운의상대의 구조를 묘사한 그림

수운의상대(水運儀象臺)는 북송 시대의 재상, 과학자인 소송(蘇頌)이 제작한 대형 천문 시계이다. 세계 최초의 자동 시계이자 기계 시계로 여겨진다.
북송 철종 시대인 1086년(원우(元祐) 원년)부터 1089년(원우(元祐) 4년) 사이에 소송(蘇頌), 한공렴(韓公廉)이 장형(張衡), 장사훈(張思訓)이 구상한 《의기법식대강》(儀器法式大綱)을 참고로 해서 제작했다. 북송의 수도였던 개봉부(開封府, 현재의 허난성 카이펑 시)에 설치되었으며 소송의 저서인 《신의상법요》(新儀象法要, 총 3권)에 수운의상대에 관한 기록이 전한다.
수운의상대는 혼천의를 운용하기 위하여 제작되었기 때문에 하나의 천문대와 유사한 기능을 갖고 있다. 가로세로 길이는 7m, 높이는 12m에 달하며 3층 규모를 띠고 있다. 위층에는 천체를 관측하는 기구인 혼천의(渾天儀), 가운데층에는 천체의 회전과 별자리의 위치를 관측하는 별자리 천구인 혼상(渾象), 아래층에는 시간을 자동으로 알려주는 시간을 알리는 시보 장치이자 동력 기구인 사진(司辰)이 설치되어 있다. 수운의상대는 비가역적인 동력 장치에서 발생한 동력을 체인으로 받아 작동한다는 점이 특징이며 물의 힘으로 작동하기 때문에 일종의 물시계 역할을 한다.
시계탑 모양을 띤 의상대는 시간을 표시하는 주야기륜(晝夜機輪), 1,164개에 달하는 별의 위치를 표시하는 혼상(渾象), 꼭대기층에 설치된 노의 밑부분이 가리키는 별을 추적하는 렌즈가 없는 망원경인 혼의(渾儀)로 나뉜다. 의상대 안에는 정밀도를 높이기 위한 장치가 내장되어 있는데 24시간마다 생기는 2분의 오차를 줄인다. 꼭대기에 설치된 목각 인형들은 시계탑 안에 설치된 복잡한 기계 장치와 연결되어 있는데 종과 북을 쳐서 시간을 알려준다.